# Tatiana Proskouriakoff
Tatiana Avenirovna Proskouriakoff, née le 23 janvier 1909 à Tomsk (Russie) et morte le 30 août 1985 aux États-Unis, est une épigraphiste, archéologue et ethnologue américaine d'origine russe, spécialisée dans l'étude de la civilisation maya.
Elle est particulièrement connue pour ses dessins artistiques représentant des reconstitutions de sites et monuments mayas.

## Biographie
Née en Sibérie à Tomsk, elle émigre aux États-Unis dans son enfance en 1915 lorsque le tsar Nicolas II envoie son père chimiste superviser la livraison d'armes pour l'effort de guerre russe. Architecte de formation, elle va travailler pour le compte de Linton Satterthwaite (en) et pour le musée de l'université de Pennsylvanie sur le site maya de Piedras Negras.  Elle s'y initie à l'étude de l'écriture maya et contribue à son  déchiffrement. Elle est employée par Sylvanus Morley pour travailler au Carnegie Institution de Washington en 1939.
Elle est particulièrement connue pour ses dessins artistiques représentant des reconstitutions de sites et monuments mayas.
C'est en étudiant, à l'aide de datations précises, les changements stylistiques des Mayas, qu'elle constata que les inscriptions sur les stèles et monuments étaient des datations historiques indiquant la naissance, l'accession au trône et le décès des dirigeants mayas.  On considère que ce fait a permis une avancée majeure dans le déchiffrement des hiéroglyphes mayas,.
Ses cendres ont été enterrées le dimanche de Pâques d'avril 1998 dans l'Acropole du site archéologique de Piedras Negras, au Guatemala, dans la structure J-23,, près du groupe F.

## Publications
- (en) Album of Maya Architecture, Tatiana Proskouriakoff, University of Oklahoma Press (1977),  (ISBN 0-8061-1351-0)
- (en) Study of Classic Maya Sculpture, Tatiana Proskouriakoff, Ams Press Inc. (1978),  (ISBN 0-404-16275-4)
- (en) Jades from the Cenote of Sacrifice, Chichen Itza, Yucatan, Tatiana Proskouriakoff, Harvard University Press,  (ISBN 0-87365-682-2)
- (en) Maya History, Tatiana Proskouriakoff & Rosemary A. Joyce, University of Texas Press (1993),  (ISBN 0-292-75085-4)